# Provokateure
Provokateure: Der siebte Fall für Bruno, Chef de police ist ein Roman des schottischen Autors Martin Walker. Er erschien im Jahr 2015 im Diogenes Verlag erstmals auf Deutsch in der Übersetzung von Michael Windgassen. Wie die gesamte Buchreihe um die Hauptfigur Bruno (eigentlich Benoît Courrèges) spielt er in Frankreich im Périgord in der fiktiven Ortschaft Saint-Denis. Die englische Originalausgabe von 2014 heißt Children of War.

## Handlung
Bruno wird zur Leiche eines gefolterten Nordafrikaners gerufen. Dieser stellt sich als ein verdeckter Ermittler heraus, der in die Dschihadisten-Szene in Toulouse eingeschleust worden war.
Kurz darauf erhält Bruno die Nachricht, dass bei den französischen Truppen in Afghanistan ein verstörter junger Franzose aufgetaucht ist, der Hilfe sucht und zurück in seine Heimat will. Es handelt sich um den arabischstämmigen Autisten Sami aus Brunos Ort. Sami war vor vier Jahren von einer muslimischen Schule in Toulouse verschwunden. Während Bruno Samis Rückkehr organisiert und herauszufinden versucht, ob Sami als Freund oder Feind heimkommt, wird er überfallen und niedergeschlagen. Wie sich herausstellt, sind die Täter dieselben, die den Mord an dem Nordafrikaner begangen haben.
Auch der Geheimdienst wird auf den Vorgang aufmerksam. Da Samis Fingerabdrücke auf Bombenzündern gefunden worden waren, verdächtigen ihn die Behörden, für afghanische Dschihadisten Sprengsätze gebaut zu haben. Bruno erinnert sich, dass Sami, den er einst im in Tennis- und Rugbyclub trainiert hatte, mit großer Begabung alte Elektrogeräte instand setzte. 
Bei einer ersten Befragung des verwahrlosten, abgemagerten und am Rücken von zahllosen Peitschennarben bedeckten Jungen stellt sich heraus, dass er tatsächlich der Mann ist, der als der Engineer (dt. Ingenieur) für die Dschihadisten Zünder von Sprengsätzen gebaut hatte. Neben den französischen sind nun auch US-amerikanische Behörden, vertreten durch die attraktive Nancy Sutton, an ihm interessiert. Denn er hat ein außergewöhnliches Gedächtnis und kann alle Namen, Autokennzeichen und Telefonnummern wiedergeben, die ihm in den vier Jahren untergekommen sind.
Mit einem Selbstmordanschlag auf die zwischenzeitliche Unterkunft Samis wollen Dschihadisten diesen deshalb zum Schweigen zu bringen. Doch Sami war mit seiner Familie kurz zuvor in ein gut gesichertes Chateau gebracht worden.
Parallel muss sich Bruno mit der Angelegenheit der zwei Geschwister Halévy befassen. Die jüdischen Kinder waren nach der Ermordung ihrer Eltern während des Zweiten Weltkrieges in Saint-Denis versteckt worden, bevor sie nach Israel auswanderten. Nach dem Tod ihres Bruders möchte sich die Schwester, inzwischen eine alte vermögende Dame, mit einer großzügigen Spende bei der Kleinstadt bedanken, sofern diese ein entsprechendes Konzept vorlegt. Bruno recherchiert die Hintergründe und entwickelt mit dem Bürgermeister die Idee, das Wohnhaus mit dem damaligen Versteck zu einer Gedenkstätte und Museum zu machen. Das Konzept findet Gefallen und Maya Halévy kündigt ihr Kommen an. Das findet ein breites Medienecho.
Unterdessen wird die Befragung Samis im Chateau fortgesetzt. Bruno fallen dabei Spannungen zwischen der mit ihm befreundeten Ärztin Fabiola und dem Psychologen Deutz auf. Zudem müssen Bruno und die Soldaten im Chateau einen weiteren Angriff der Dschihadisten abwehren. Nach einem Schusswechsel ziehen sich die verbleibenden Angreifer zurück. 
Gerade noch rechtzeitig erkennt Bruno, dass Maya Halévy für die Dschihadisten ein lohnenswertes Ziel ist. Dank seiner militärischen Ausbildung vereitelt er den Anschlag. Unterstützung erhält er dabei von Nancy, die nicht nur Psychologin und Juristin ist, sondern auch von amerikanischen Sicherheitskräften bestens ausgebildet. Die restlichen Mitglieder der Terrorzelle sind tot, doch die amerikanische Agentin wurde schwer verletzt.
Nachdem Bruno auch noch herausgefunden hat, dass Deutz mehrfach Frauen, darunter auch Fabiola, belästigt und vergewaltigt hat, kommt es bei seiner Festnahme zum Drama: Sami, der großes Zutrauen zu Fabiola hat, wirft sich wütend auf Deutz und stößt ihn über eine Balustrade. Während Deutz gerettet werden kann, stürzt Sami zu Tode.
Nach Abschluss der Ermittlungen bringt ein Air-Force-Jet Bruno ins amerikanische Militärkrankenhaus nach Ramstein, wo sich Nancy erholt. Nachdem es schon in Frankreich zwischen beiden geknistert hat, küssen sie sich erneut. Ob es eine gemeinsame Zukunft gibt, bleibt jedoch offen.

## Bewertung
Der Roman ist durch den Überfall auf die Redaktion von Charlie Hebdo in Paris am 7. Januar 2015 hochaktuell und politisch. Walker hatte ihn jedoch schon vorher geschrieben. Wie immer in den Bruno-Romanen werden auch die Lebensumstände und Gewohnheiten von Bruno und der Bewohner von Saint-Denis beschrieben. Diese Mischung ist charakteristisch für Walkers Romane. Trotz der Verkaufserfolge (zwischenzeitlich Platz drei der Spiegel-Bestsellerliste) rät Sebastian Hammelehle, Kulturredakteur bei Spiegel Online, von der Lektüre ab: Provokateure sei ein sehr konventionelles, stilistisch unterambitioniertes Buch mit allem, was einen Kolportageroman auszeichne: zu viele Adjektive, schlichte Dialoge, abgegriffene Sprachbilder. Der Versuch in diesem Buch, einen Land- und Genusskrimi politisch aufzuladen, sei überhaupt nicht geglückt.

## Ausgaben
- Martin Walker: Children of war. Quercus, London 2014, ISBN 978-1-8486-6401-2.
  - deutsch: Provokateure. Der siebte Fall für Bruno, chef de police. Diogenes, Zürich 2015, ISBN 978-3-257-06928-0.